# 나베야키우동

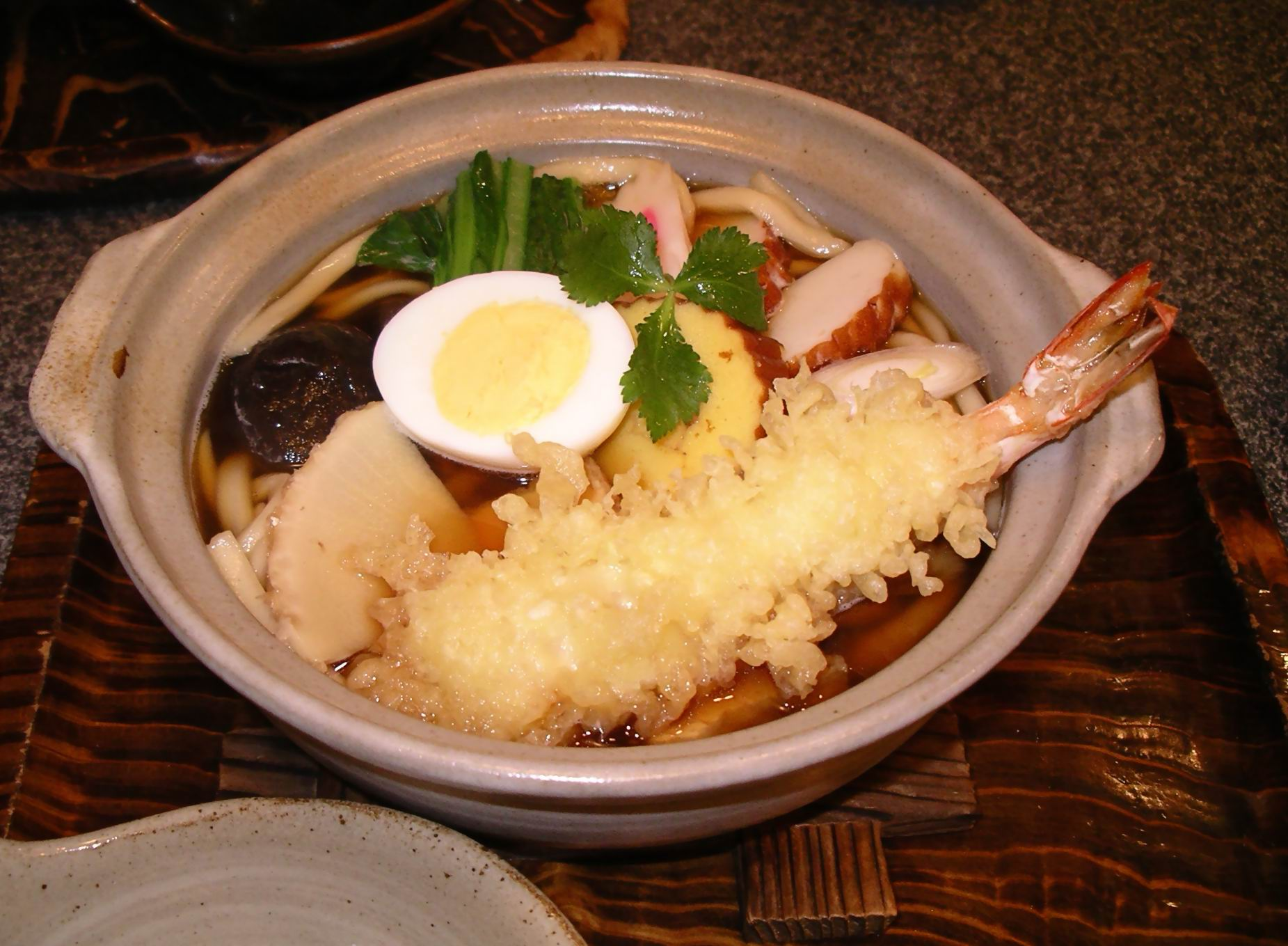
나베야키우동

나베야키우동(일본어: 鍋焼きうどん)은 우동을 이용한 요리의 일종이다. 에히메현 마쓰야마시에서는 나베야키우동을 파는 곳이 많은데, 시내 중심가에는 제2차 세계 대전가 끝난 즉시부터 운영을 하는 가게가 있다.